# 長谷寺 (徳島市)
長谷寺（ちょうこくじ）は、徳島県徳島市渋野町に位置する寺院である。山号は龍光山。宗派は高野山真言宗。本尊は千手観世音菩薩。新四国曼荼羅霊場の第82番札所。
御詠歌：ただための　照らすこの世を　長谷寺　大慈大悲の　誓いたのもし

## 歴史
創建年・開基ともに不明である。創建年は一説によると鎌倉時代との説もある。近隣には天王塚や新宮塚があり、四国では第二の規模を誇る前方後円墳・渋野丸山古墳がある。

## 前後の札所
新四国曼荼羅霊場
81番 如意輪寺 ---- 82番 長谷寺 ---- 83番 神宮寺